# Dasyrhamphis tomentosus
Dasyrhamphis tomentosus är en tvåvingeart som först beskrevs av Macquart 1846.  Dasyrhamphis tomentosus ingår i släktet Dasyrhamphis och familjen bromsar. Inga underarter finns listade i Catalogue of Life.